# Vision industrielle

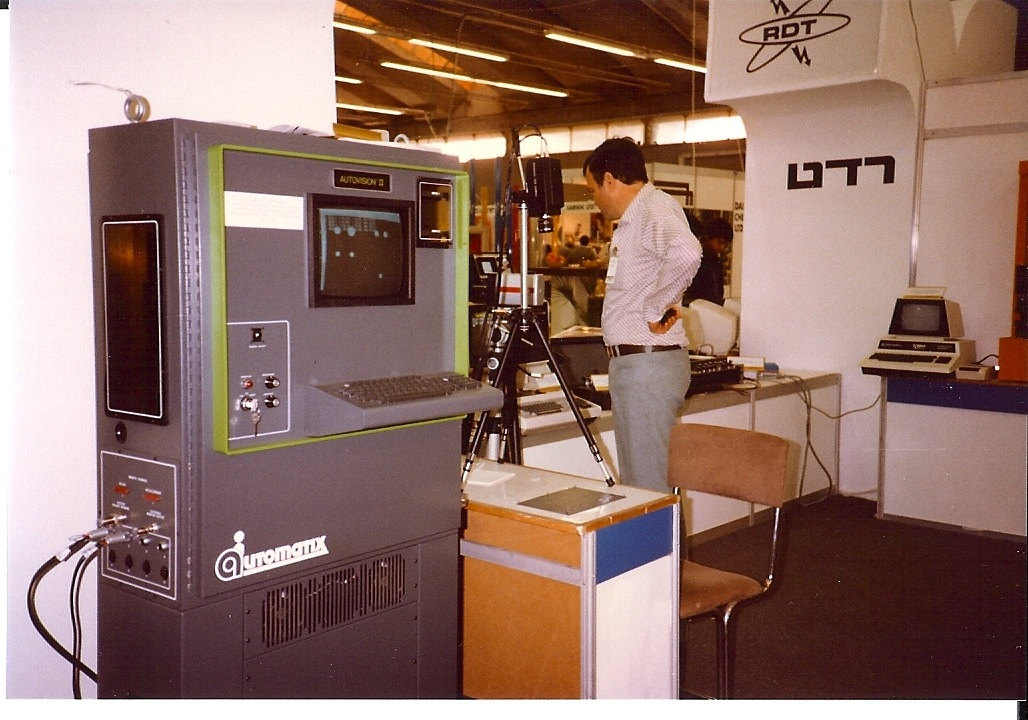
Early Automatix, un système de vision industrielle, et son écran de contrôle.

La vision industrielle est l'application de la vision par ordinateur aux domaines industriels de production et de recherche.

## Domaines d’application
Les productions de masse à haute cadence, le souci constant d'amélioration de la qualité et la recherche de gain économique poussent de plus en plus les industriels à automatiser les moyens de production.
La vision industrielle est une réponse à ces préoccupations pour les opérations de contrôles de la production. En effet les machines de vision industrielle permettent un contrôle de la production à haute cadence et assurent une bonne répétabilité du contrôle (à la différence d'un opérateur, une machine n'est jamais fatiguée et ses critères de décision ne varient pas).
La vision industrielle peut aussi être utilisée pour gérer des flux d’objets. Par exemple la lecture optique d’un code à barres ou d’une adresse postale sur un colis pour l’orienter dans un centre de tri. Ou encore le tri de pommes par couleurs différentes avant emballage.
Enfin la vision industrielle peut être un moyen de guidage pour un système mobile autonome (comme un robot) lorsque ses mouvements ne peuvent pas être déterminés par avance comme la préhension d'objets sur un tapis roulant. Une caméra est alors embarquée sur la tête du robot et permet le positionnement de celui-ci au point désiré.

## Description du principe
Typiquement la vision industrielle consiste à détecter un objet ou l'une de ses caractéristiques via un traitement informatisé d'images numériques. L’objet est placé sous un éclairage particulier favorisant la détection du détail visé puis les images sont obtenues grâce à une ou plusieurs caméras. Ensuite les images sont numérisées pour être utilisables par un logiciel de traitement d’image le plus souvent dédié au contrôle considéré. Le traitement de l’image ayant été réalisé une décision est prise par rapport à des critères prédéfinis et une action est effectuée. Par exemple ayant constaté l’absence du capuchon sur un stylo, ce dernier est éjecté de la chaîne et subira une opération différente des stylos ayant leur capuchon.

## Les différents types de vision

### La vision2D
C'est ce que l'on pourrait appeler la vision 'classique'. La vision dans un plan est la plus répandue et la mieux maitrisée sur le marché aujourd'hui.
On peut trouver des caméras 2D en niveaux de gris ou en couleur. Ces caméras peuvent être linéaires ou matricielle.

### La vision3D
La vision en trois dimensions est une technique en plein développement technologique et en plein essor. Le principe peut être résumé de façon simpliste comme suit. Un faisceau laser (rouge le plus souvent) est projeté sur l'objet à contrôler, une caméra matricielle placée à environ 45° par rapport au plan (laser;objet) prend une photo de la trace laser sur l'objet. Des calculs géométriques basés sur le principe de triangulation permettent, en étudiant la courbure de la trace laser, de modéliser l'objet considéré en 3D.
Cette technique peut aussi être réalisée en projetant une série de franges sur l'objet. Le problème alors est que l'objet ne doit pas être trop absorbant (couleur sombre) car les franges ne sont alors plus visibles en lumière blanche.

### La visionthermique
Parfois la différence de température des zones d'un objet peut faire apparaitre des zones de défaut (paroi plus mince...) qui ne seraient pas détectées avec une caméra classique.

### La visionrayon X
Parfois il est nécessaire d'effectuer un contrôle non destructif d'un produit. Une machine de vision intégrant un rayon X est une solution.

## Constitution d'un système de vision industriel
Un système de vision industriel est habituellement constitué de l'assemblage des constituants listés ci-dessous:
- Une ou plusieurs caméras numériques ou analogiques (noir et blanc ou couleur) munies d'un objectif adapté aux conditions de prise d'image, à savoir distance et taille de l'objet à prendre en image
- Un système d’éclairage continu ou stroboscopique
- Une carte interface entre l'ordinateur et la caméra pour numériser les images (aussi connu sous le nom de "frame grabber" en anglais et "carte d'acquisition vidéo" en français). Aujourd’hui de plus en plus de caméras ont la possibilité de numériser l'image immédiatement, ce qui permet de les brancher directement sur un bus de communication (TCP-IP, USB, IEEE-1394 etc).
- Une unité de calcul, souvent un micro-ordinateur ou un système avec processeur embarqué (comme un DSP)
- Un logiciel de traitement d’image
- Un senseur de synchronisation (souvent optique ou magnétique, ou des encodeurs) qui déclenche la caméra lorsque l’objet passe dans son champ de vision
- Un système d'entrée/sortie numériques, ou un système de communication protocolé (c.a.d. connexion réseau ou RS-232 ou plus souvent RS-485 pour les longues distances) pour transmettre les données entre les différents organes
- Un ensemble mécanique permettant de mouvoir les objets, les caméras ou d’autres organes

## La problématique des faux rejets
On nomme faux rejets ou pseudo rejets (en anglais false positive) les objets qui subissent une décision erronée par le système de vision industrielle. Par exemple une balle verte est orientée dans le conteneur des balles rouges car elle a été vue rouge par le système de vision.
Plusieurs facteurs peuvent générer des faux rejets :
- Variations des processus amont
- Changement d'éclairage (poussière accumulé sur l'objectif, éclairage en fin de vie...)
- Pollution des pièces à contrôler (poussières, traces de doigts...)
- Vibrations (distorsion de l'image)
- Instabilité mécanique lors de la prise d'image

## Information sur la stabilité des processus amonts
Les machines de vision sont très sensibles aux variations des processus en amont d’elles (bien que certaines variations connues au développement de la machine peuvent être prises en compte par celle-ci). Lorsqu’un des processus à l’amont de la machine de vision subit une modification anormale on constate dans la plupart des cas que le taux de faux rejets augmente. Des alarmes peuvent être paramétrées pour informer les opérateurs de l’augmentation du taux de rejet. Les opérateurs peuvent alors en utilisant leur connaissance du processus identifier le sous-processus qui pose un problème.
Par exemple sur une ligne de production de stylos à bille. Si la machine de vision rejette un taux anormal de stylos sans leur capuchon, alors on peut en déduire que la machine déposant le capuchon sur le stylo est déréglée.
Les machines de vision peuvent aussi servir indirectement à évaluer la qualité des pièces d’un fournisseur lorsqu’elles sont indirectement contrôlées après assemblage. Prenons encore l’exemple des stylos à bille : si le capuchon du stylo doit être noir et que le fournisseur a livré des capuchons verts au milieu des noirs cela sera sans doute détecté par la caméra lors par exemple de son seuillage des niveaux de gris.